# Витус фон Папенхайм
Витус фон Папенхайм (на немски: Vitus von Pappenheim; † 10 юли 1556) е имперски наследствен маршал на сеньорат Папенхайм в Бавария.

## Произход
Той е син на Себастиан фон Папенхайм († 1536) и съпругата му Урсула фон Валенрот. Внук е на Георг I (II) фон Папенхайм († 1470) и Пракседис Пфлуг фон Рабенщайн и правнук на Конрад II фон Папенхайм († 1482) и Доротея фон Лабер († 1477). Брат е на Георг II († 1532), Ахац († 1561), женен за Елизабет II фон Бранденщайн, и на Сибила фон Папенхайм, омъжена за Диц фон Вюрцбург.

## Фамилия
Витус фон Папенхайм се жени за Елизабет I фон Бранденщайн († 1560) и има осем деца, трима сина и пет дъщери:
- Маргарета фон Папенхайм, омъжена за Адам фон Валенрот
- Урсула фон Папенхайм, омъжена за Кристоф фон Шаумберг
- София фон Папенхайм, омъжена за Зигмунд фон Валенщайн
- Катарина фон Папенхайм, омъжена за Давид фон Котцау
- Агнес фон Папенхайм († сл. 1584), омъжена за Зигмунд фон Ауфзес († 30 януари 1576)
- Файт Конрад фон Папенхайм
- Георг Волфганг фон Папенхайм
- Йоахим фон Папенхайм (* 1548; † 16 януари 1575), женен за Амилия фон Лентерсхайм, няма деца